# Leaving on a Jet Plane
"Leaving on a Jet Plane" er en sang skrevet af John Denver i 1966, men indspillet i den mest berømte udgav af Peter, Paul and Mary. Den oprindelige titel på sangen var "Babe, I Hate to Go", og den blev udgivet på Denvers debutalbum John Denver Sings, men Denvers producer Milt Okun overbeviste ham om at ændre titlen. Peter, Paul and Mary indspillede sangen til deres studiealbum fra 1967, Album 1700, og Warner Bros.- Seven Arts udgav den som single i 1969.
Sangen endte med at blive Peter, Paul and Marys største og sidste hit, og den blev deres eneste nummer 1 hit på Billboard Hot 100 i USA. Sangen tilbragte også tre uger som nummer 1 på easy listening chart og den blev brugt i reklamer for United Airlines i slutningen af 1960'erne og begyndelsen af 1970'erne. Sangen toppede også histlisten i Canada og nåede nummer 2 på både UK Singles Chart og Irish Singles Chart i februar 1970.
I 1969 indspillede John Denver en version af sangen til sit soloalbum Rhymes & Reasons, og genindspillede nde i 1973 til John Denver's Greatest Hits. Hans version blev brugt til rulleteksterne i filmen The Guard fra 2011.

## Søgsmål
I 1980'erne fik sangen igangsat sagsanlæg mod den britiske popgruppe New Order for deres single "Run 2" (1989), hvor Denver argumenterede for at det instrumentale guitar-break var baseret på hans "Leaving on a Jet Plane". Der blev indgået et forlig uden for retten, som sørgede for at sangen aldrig ville blive genudgivet i sin oprindelige form.

## Histlister
| Histliste (1969–70)            | Højeste placering |
| ------------------------------ | ----------------- |
| Australia KMR                  | 30                |
| Canada RPM Top Singles         | 1                 |
| Canada RPM Adult Contemporary  | 1                 |
| Irland (IRMA)                  | 2                 |
| South Africa (Springbok Radio) | 6                 |
| UK                             | 2                 |
| US Billboard Hot 100           | 1                 |
| US Easy Listening (Billboard)  | 1                 |
| US Cash Box Top 100            | 1                 |

| Hitliste(1969)                    | Placering |
| --------------------------------- | --------- |
| US (Joel Whitburn's Pop Annual)   | 13        |
| US Adult Contemporary (Billboard) | 50        |

| Hitliste(1970) | Placering |
| -------------- | --------- |
| Canada         | 71        |